# Nino Cassani

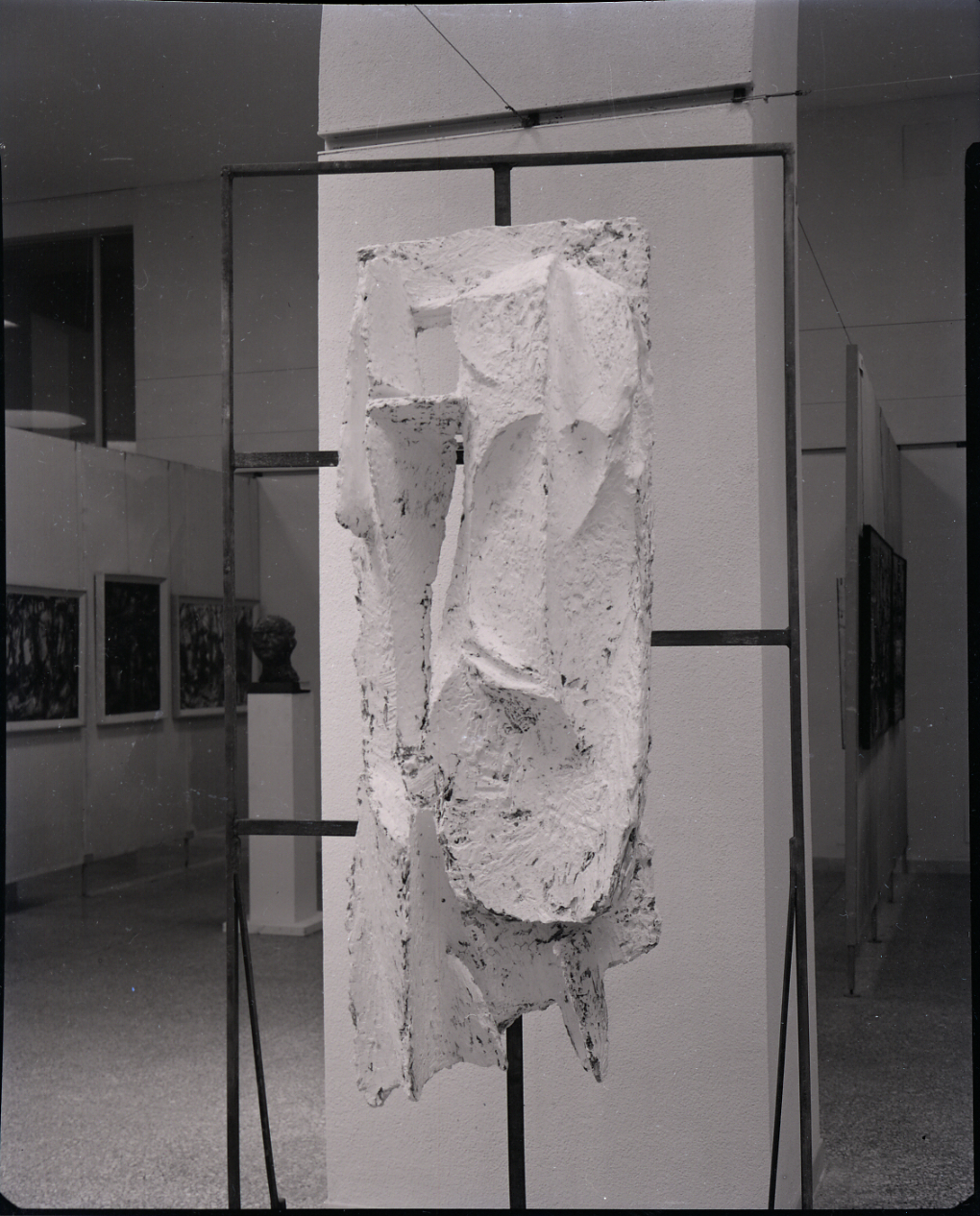
Scultura di Nino Cassani. Foto di Paolo Monti (Fondo Paolo Monti, BEIC)

Nino Cassani (Viggiù, 15 maggio 1930 – Milano, 11 dicembre 2017) è stato uno scultore italiano.

## Biografia
Nasce a Viggiù nel 1930. Compie gli studi all'Accademia di Brera di Milano e inizia l'attività artistica nel 1955 presentando sculture figurative realizzate in pietra, materiale che predilige perché congeniale al suo modo di scolpire e arrivando poi alle "trasformazioni" del 1958-9. 
Dal 1960 con le "pietre vive" ricerca nella pietra maggiori possibilità espressive, amplificandole poi nei "rotanti" e nelle "strutture circolari" dove prevale l'idea del movimento. Dal 1961 molte sono le mostre personali in Italia e all'estero.
Partecipa inoltre alle principali rassegne nazionali ed internazionali: Biennale di Venezia (1962), Biennale di Parigi (1963) dove ottiene il premio Rodin, Biennale Internazionale di scultura di Carrara (1962-1965-1967-1969-1973), Quadriennale di Roma (1965), Biennale di Anversa (1965); Mostra itinerante del bronzetto italiano contemporaneo nel 1971 a Budapest, Buenos Aires, Montevideo, Rio de Janeiro, San Paolo; nel 1972 a Città del Messico, Tokio, Osaka, Hahone; nel 1974 a Hong Kong.

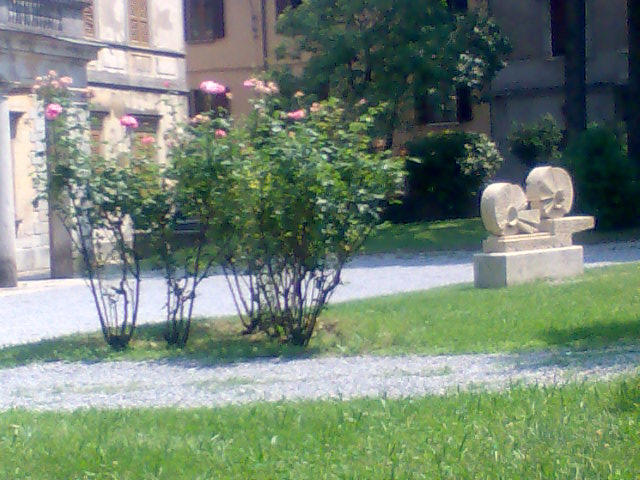
Doppio rotante - parco di Villa Borromeo - Viggiù

Espone a Padova in occasione del Concorso internazionale del bronzetto Palazzo della Ragione (1959-1961-1963-1965-1967-1971) e a Milano Museo Poldi Pezzoli, in occasione della mostra "Milano 70/70, un secolo di arte a Milano" (1970). Nel 1972 il Museo Middelheim di Anversa dedica un'ampia rassegna alle sue opere. Partecipa alla Triennale europea di scultura - Parigi - Palais Royal (1978), alla Biennale Nazionale Città di Milano - Palazzo della Permanente (1974-1984-1993-1995), alla mostra "Scultura a Varese dal Verismo ad oggi" - Varese-Castello di Masnago (1994), a "Due secoli di scultura: la città di Brera" Milano, - Accademia di Belle Arti (1995), a "Linea della scultura a Padova" Musei Civici di Padova (1996), a "Naturarte" -Castello Morando Bolognini di Sant'Angelo Lodigiano (2003-2005-2007), ad "Arte oggi a Varese" Maccagno - Museo Parisi Valle (2008).
È stato titolare della cattedra di scultura all'Accademia di Venezia (1977-1981), all'Accademia Albertina di Torino (1982-1989), all'Accademia di Brera di Milano (1990-1995). Le sue opere si trovano in collezioni pubbliche e private in Italia e all'estero. Viveva e lavorava a Milano.

Opere di Cassani nel suo studio. Foto di Paolo Monti
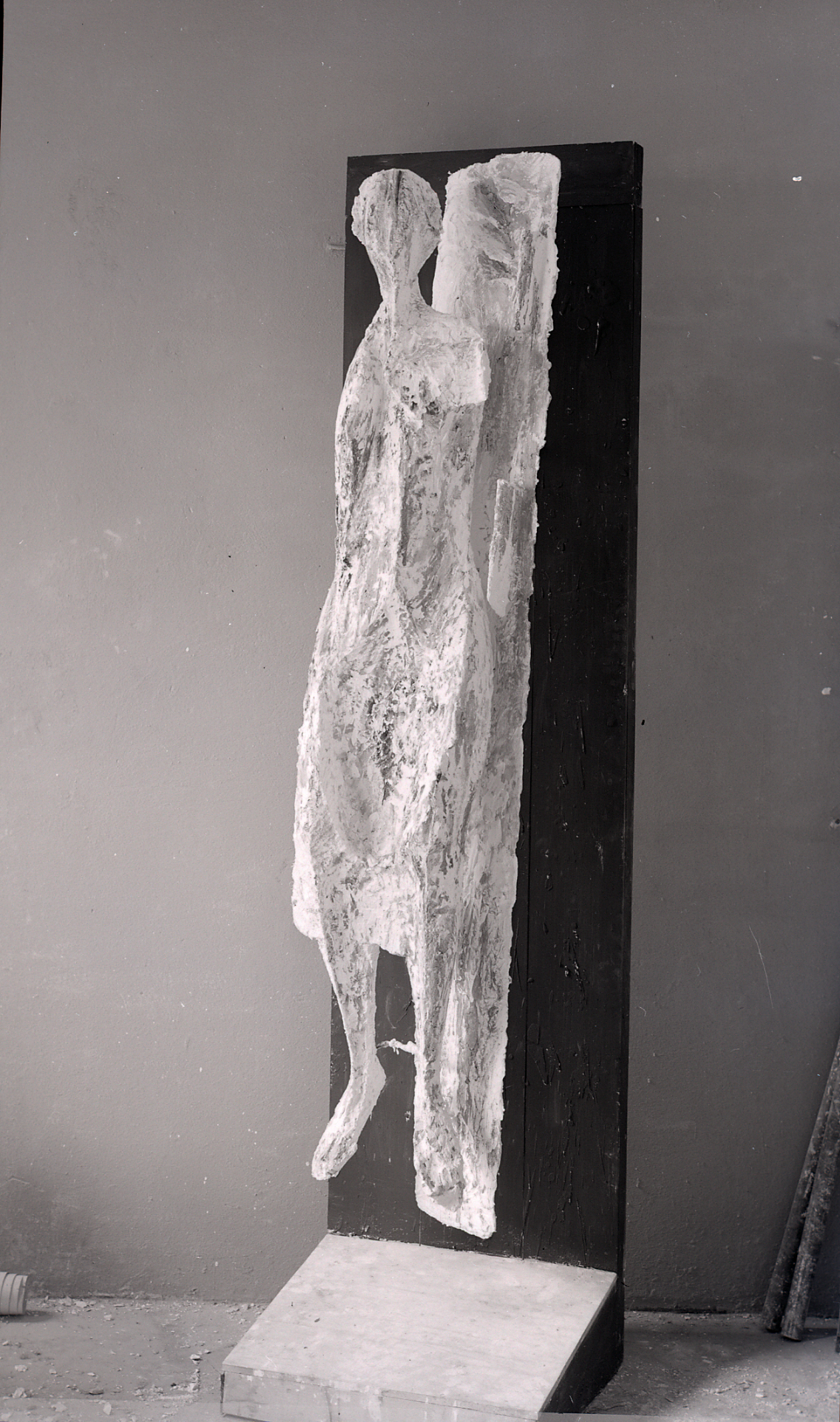
Scultura figurativa e astratta
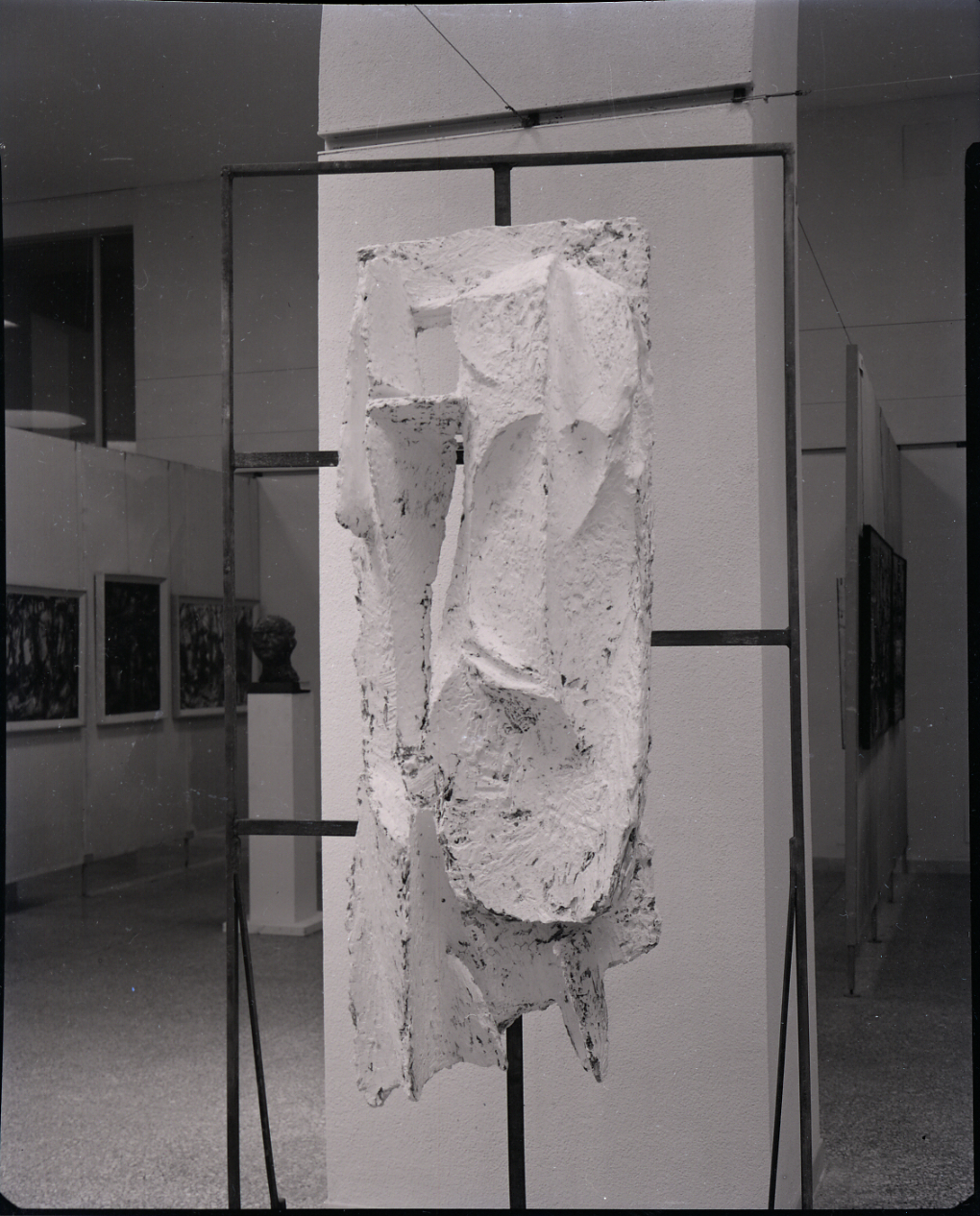